# جیم لنگفورد
جیم لنگفورد (انگلیسی: Jayme Langford؛ زاده ۱۳ دسامبر ۱۹۸۷) یک بازیگر پورنوگرافی اهل ایالات متحده آمریکا است.